# Acontista iriodes
Acontista iriodes är en bönsyrseart som beskrevs av Morgan Hebard 1919. Acontista iriodes ingår i släktet Acontista och familjen Acanthopidae. Inga underarter finns listade i Catalogue of Life.